# Genolier
Genolier é uma comuna da Suíça, situada no distrito de Nyon, no cantão de Vaud. Tem 4,83 km² de área e sua população em 2018 foi estimada em 1.958 habitantes.